# Przemysław Babiarz
Przemysław Andrzej Babiarz (ur. 4 listopada 1963 w Przemyślu) – polski dziennikarz, komentator sportowy, aktor i konferansjer.

## Życiorys
Jest absolwentem I LO im. Juliusza Słowackiego w Przemyślu. Studiował w Krakowie, najpierw teatrologię na Uniwersytecie Jagiellońskim, następnie od 1985 na Wydziale Aktorskim Państwowej Wyższej Szkoły Teatralnej. W latach 1989–1992 był aktorem Teatru Wybrzeże w Gdańsku.
W 1992 zadebiutował jako dziennikarz podczas XXV Letnich Igrzysk Olimpijskich w Barcelonie. Prowadził studio olimpijskie podczas XVII Zimowych Igrzysk Olimpijskich w Lillehammer i XXVI Letnich Igrzysk Olimpijskich w Atlancie. W 1998 zadebiutował jako komentator na XVIII Zimowych Igrzyskach Olimpijskich w Nagano gdzie komentował ceremonię otwarcia (wraz z Włodzimierzem Szaranowiczem) i łyżwiarstwo figurowe. W latach 1995–1996 był prezenterem studia oprawy TVP1. Jako sprawozdawca sportowy specjalizuje się w komentowaniu biegów narciarskich, pływania, lekkoatletyki, łyżwiarstwa figurowego oraz skoków narciarskich. We wrześniu 1999 roku przeszedł do stacji Wizja Sport gdzie był prezenterem sportowym. Po fuzji platformy cyfrowej Wizji TV z Cyfrą+ powrócił do Telewizji Polskiej. Współprowadził programy Pytanie na śniadanie (2002–2006) TVP2, Kawa czy herbata? (2002–2013) TVP1 i Sport telegram w TVP2. Od 2009 współprowadzi Wielki Test z Historii oraz inne programy z cyklu Wielki Test organizowane przez TVP1. Jest jednym z prezenterów Wiadomości sportowych w TVP1 oraz prowadzącym cyklu Retro TVP Sport emitowanego na antenie TVP Sport. W 2004 podczas XXVIII Letnich Igrzysk Olimpijskich w Atenach komentował pływanie, w 2006 podczas XX Zimowych Igrzysk Olimpijskich 2006 w Turynie komentował łyżwiarstwo figurowe, w 2008 podczas XXIX Letnich Igrzysk Olimpijskich w Pekinie, w 2012 podczas XXX Letnich Igrzysk Olimpijskich w Londynie, w 2016 podczas XXXI Letnich Igrzysk Olimpijskich w Rio de Janeiro i w 2021 podczas XXXII Letnich Igrzysk Olimpijskich w Tokio komentował pływanie i lekkoatletykę. W 2014 podczas XXII Zimowych Igrzysk Olimpijskich w Soczi komentował biegi narciarskie oraz łyżwiarstwo figurowe.

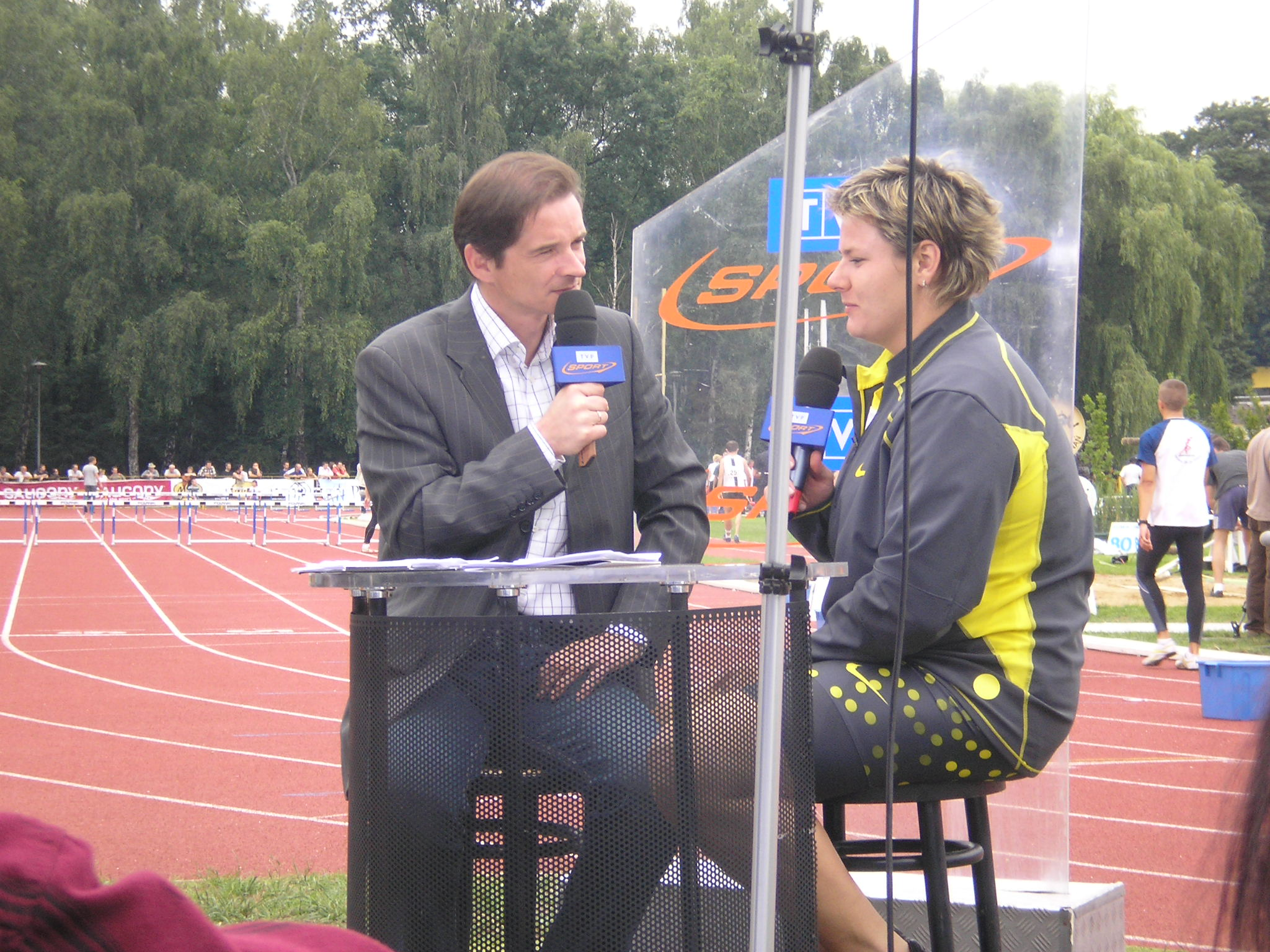
Babiarz podczas rozmowy z Kamilą Skolimowską (2007)

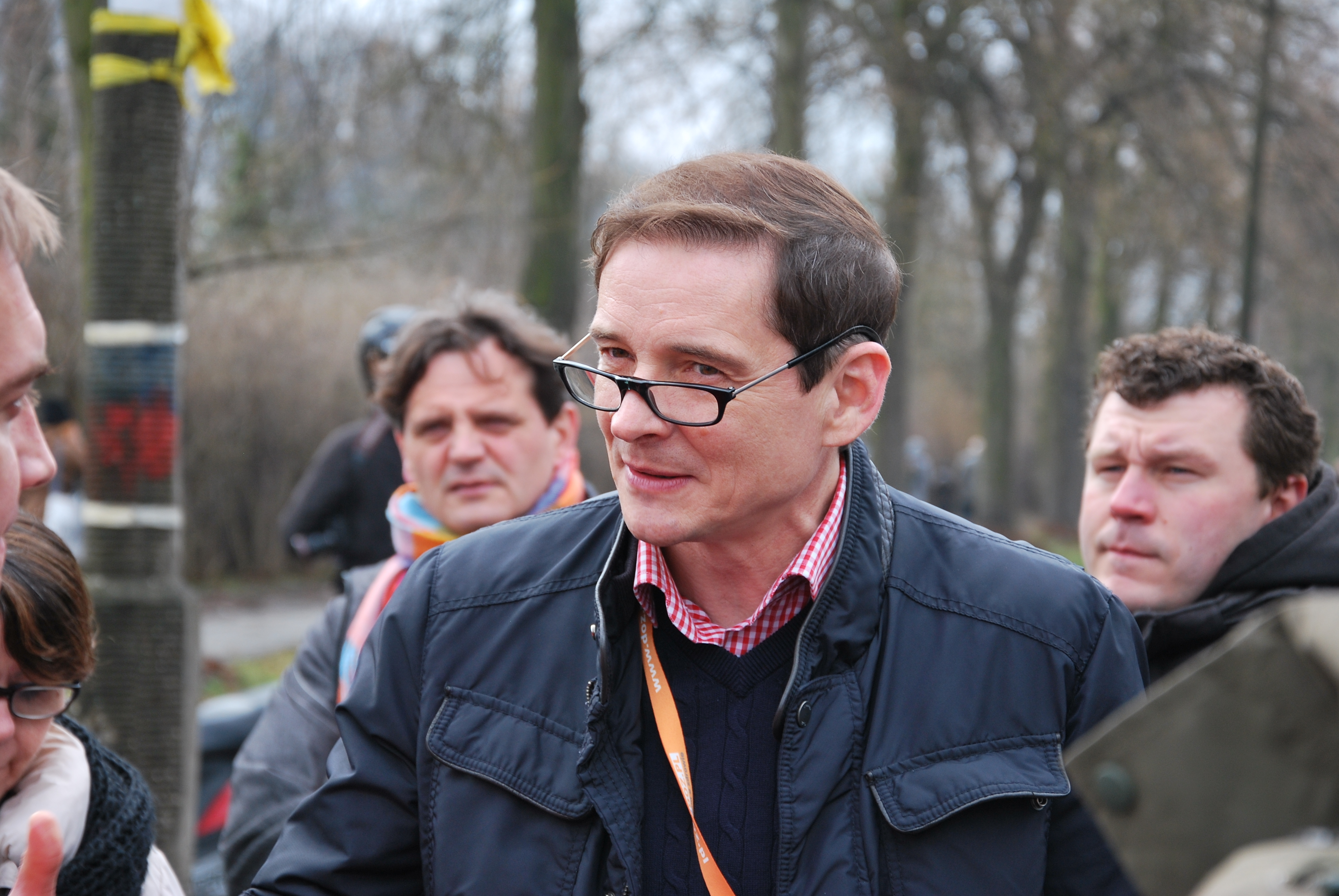
Babiarz (2013)

Był współgospodarzem studia meczowego w TVP podczas mistrzostw świata w piłce nożnej 1994, 1998, 2002, 2006, 2010, 2014, 2018, 2022 czy mistrzostw Europy 2012. Komentował czternaście edycji Mistrzostw świata w lekkoatletyce nieprzerwanie od Aten 1997 do Budapesztu 2023. W 2021 był jednym z komentatorów odbywających się w Toruniu Halowych Mistrzostw Europy w Lekkoatletyce, transmitowanych przez TVP Sport.
W 2018 podczas XXIII Zimowych Igrzysk Olimpijskich w Pjongczang i w 2022 podczas XXIV Zimowych Igrzysk Olimpijskich 2022 w Pekinie komentował skoki narciarskie i łyżwiarstwo figurowe. 27 lipca 2024 został zawieszony przez TVP w obowiązkach służbowych w związku ze słowami, którymi skomentował występ Juliette Armanet z utworem „Imagine” podczas ceremonii otwarcia XXXIII Letnich Igrzysk Olimpijskich w Paryżu (Świat bez nieba, narodów i religii. To jest wizja pokoju, który ma wszystkich ogarnąć. To jest wizja komunizmu, niestety). W obronie Babiarza wystąpili m.in. Roman Kołtoń, Tomasz Smokowski, Krzysztof Stanowski czy Andrzej Kostyra. Trzy dni później opublikowano list otwarty, w którym ponad 100 pracowników redakcji TVP Sport oraz 27 sportowców, domagało się przywrócenia go do relacjonowania igrzysk. 1 sierpnia zawieszenie zostało cofnięte, poinformowano też, że już następnego dnia Babiarz wróci do relacjonowania paryskich igrzysk.
Równocześnie z działalnością w branży sportowej w latach 90. współprowadził w TVP1 program Stawka większa niż szycie. W 2000 wystąpił w reklamie Wizji TV. W 2007 uczestniczył w pierwszej edycji programu rozrywkowego TVP2 Gwiazdy tańczą na lodzie oraz współprowadził wybory Miss Polonia 2007. W 2018 wystąpił na 55. Festiwalu Piosenki Polskiej w Opolu, gdzie zaśpiewał piosenkę Wojciecha Młynarskiego W Polskę idziemy. W 2020 był uczestnikiem programu rozrywkowego TVP2 Star Voice. Gwiazdy mają głos. Pod koniec 2019 roku został gospodarzem teleturnieju Va banque w TVP2 (nadawanego od 2020), ponadto w latach 2020–2024 był współprowadzącym teleturniej Giganci historii w TVP Historia (na zmianę z Maciejem Kurzajewskim). W latach 2017–2023 był głównym redaktorem sportowym strony internetowej tygodnik.tvp.pl.
Pracuje również jako mówca motywacyjny, prowadząc autorskie szkolenia i wykłady z zakresu power speech.

## Działalność społeczna
Był ambasadorem zorganizowanych w Krakowie Światowych Dni Młodzieży 2016. Współpracuje z Caritas Polska, Szlachetną Paczką, Salezjańską Organizacją Sportową „Salos” oraz akcją Cała Polska Czyta Dzieciom.
W 2017 roku został ambasadorem akcji "Różaniec do Granic".

## Życie prywatne
Dwukrotnie żonaty. Po rozstaniu z pierwszą żoną uzyskał stwierdzenie nieważności małżeństwa.
Obecnie jest żonaty z Marzeną. Ma dwoje dzieci, z pierwszego małżeństwa: Szymona (ur. 1987) i z drugiego: Luisę (ur. 1992). Ma siostrę Martę.

## Wyróżnienia
- Telekamery „Tele Tygodnia” w kategorii „komentator sportowy”: 2013, 2014, 2015[39]
- Złota Telekamera: 2016[39]
- Mistrz Mowy Polskiej: 2016[40]
- Honorowe obywatelstwo Przemyśla: 2017

## Spektakle teatralne
- 1989: Ania z Zielonego Wzgórza jako Gilbert Blythe (reż. Irena Byrska)
- 1990: Kubuś i jego pan jako młody poeta, Jasiek (reż. Zbigniew Bogdański)
- 1991: Filomena Martuano jako Umberto (reż. Marek Okopiński)
- 1991: Dialogi karmelitanek jako młody Markiz de la Force (reż. Przemysław Basiński)

## Filmografia
- 1989: Ostatni z Jagiellonów (spektakl telewizyjny)
- 1991: Romulus Wielki jako Goniec (spektakl telewizyjny)
- 1994: Prezydent jako Dziennikarz (spektakl telewizyjny)
- 2003: Rodzinka jako pacjent Skwara
- 2007: Na dobre i na złe jako komentator sportowy (głos)

## Lektor
- 2006: Kaziu! Polska ci dziękuje
- 2017: As
- 2019: 42,195. Maraton Warszawski. Historia, która trwa